# Стоич, Никола
Никола Стоич (серб. Никола Стојић; 15 декабря 1974, Белград, СР Сербия, СФРЮ) — сербский спортсмен.
Чемпион мира (2006 год) и Европы (2007 год) в академической гребле.
Участник четырёх летних Олимпийских игр: 2000 год в Сиднее, 2004 год в Афинах, в 2008 год в Пекине и в 2012 год в Лондоне.